# Vperiod (Apsheronsk, Krasnodar)
Vperiod (del ruso: Вперёд) es un selo del raión de Apsheronsk del krai de Krasnodar, en Rusia. Está situado en las vertientes septentrionales del Cáucaso Occidental, en la orilla izquierda del Psheja, afluente del Bélaya, de la cuenca del Kubán, 6 km al norte de Apsheronsk y 78 km al sureste de Krasnodar, la capital del krai. Tenía 1 563 habitantes en 2010
Pertenece al municipio Kubánskoye.